# 河内山宗春
河内山 宗春（こうちやま そうしゅん、? - 文政6年7月22日（1823年8月27日））は江戸時代後期の茶坊主。彼を題材とした講談・歌舞伎などの作品で知られる。歌舞伎・映画・テレビドラマなどでは、名前を「宗俊」と表記する。また「宗心」とも。

## 略歴
宗春は江戸出身で、11代将軍徳川家斉治世下の江戸城西の丸に出仕した表坊主（若年寄支配下に属した同朋衆の一つ。将軍・大名などの世話、食事の用意などの城内の雑用を司る役割で僧形となる）であった。文化5年（1808年）から6年ごろ小普請入りとなり、博徒や素行の悪い御家人たちと徒党を組んで、その親分格と目されるようになったという。やがて女犯した出家僧を脅迫して金品を強請り取るようになった。文政6年（1823年）捕縛された後、程なく獄死した。巷説では水戸藩が財政難から江戸で行っていた富くじの経営に関する不正をつかみ、同藩を強請ったことが発覚し捕らえられたとされるが、詳しくは分かっていない。墓所は東京都港区北青山の高徳寺。

## 死後の脚色
宗春は取調中に牢死したため申し渡し書（判決書）が残っておらず、具体的にどのような罪状で捕らえられたのかは不明である。しかしそのことがかえって爛熟した化政文化を謳歌する江戸庶民の想像をかきたて、上記の説のように、自由奔放に悪事を重ねつつも権力者には反抗し、弱きを助け強きをくじくという義賊的な側面が本人の死後に増幅していくこととなった。実録としては『河内山実伝』があり、明治初年には二代目松林伯圓が講談『天保六花撰』としてこれをまとめた。ここでは宗俊は表坊主ではなく、御数寄屋坊主（茶事や茶器の管理を行う軽輩）となっており、松江藩松平家への乗り込みと騙りが目玉になっている。さらに明治7年（1874年）には二代目河竹新七（河竹黙阿弥）がこれをさらに脚色した歌舞伎の『雲上野三衣策前（くものうえのさんえのさくまえ）』が初演。さらに明治14年（1881年）3月にはやはり黙阿弥によってこれが『天衣紛上野初花（くもにまごううえののはつはな）』に改作されて、東京新富座で初演。ここで九代目市川團十郎がつとめた型が現在に伝わっている。また、松林伯圓の講談は浪曲に影響を与え、木村重友、初代木村友衛、木村若衛の木村一派のお家芸となった（現在は途絶えている）。

## 小説
- 『河内山宗俊』子母沢寛（1951年、大日本雄弁会講談社 のち徳間文庫）
- 『すっ飛び駕』子母沢寛（1952年、読売新聞社 のち新潮文庫、光文社文庫）
- 『河内山宗俊 ふところ思案』島田一男（1954年、同光社）
- 『天保六道銭』村上元三（1955年、文藝春秋新社 のち春陽文庫、徳間文庫）
- 『闇の顔役』島田一男（1970年、桃源社 のち春陽文庫）
- 『天保悪党伝』藤沢周平（1992年、角川書店 のち角川文庫、新潮文庫）
- 『河内山宗俊 御数寄屋太平記』広瀬仁紀（1994年、広済堂出版）

## 映像作品
歌舞伎の筋立てや翻案小説などを原作とした作品が制作されている。
映画
- 『快侠 河内山宗俊 豪胆篇』（1933年、阪東妻三郎プロダクション）

監督：岡山俊太郎、脚本：沖博文
河内山宗俊：阪東妻三郎（金子市之丞、片岡直次郎の三役）
- 『河内山宗俊』（1936年、太秦発声映画）

監督：山中貞雄、脚本：三村伸太郎
河内山宗俊：四代目河原崎長十郎
- 『極楽六花撰』（1951年）

監督・脚本：渡辺邦男、脚本：松浦健郎
河内山宗俊：古川緑波
- 『すっとび駕』（1952年、大映京都）

監督：マキノ雅弘、脚本：伊藤大輔、原作：子母沢寛『すっとび駕』
河内山宗俊：大河内傅次郎
- 『天保六道銭 平戸の海賊』（1955年、東映）

監督：佐伯清、脚本：棚田吾郎、原作：村上元三『天保六道銭』
河内山宗俊：月形龍之介
- 『天保六花撰 地獄の花道』（1960年、東映）

監督：マキノ雅弘、脚本：鈴木兵吾、原作：子母沢寛『すっとび駕』※1952年制作『すっとび駕』のセルフリメイク
河内山宗俊：市川右太衛門
- 『大江戸評判記 美男の顔役』（1962年、東映）

監督：沢島忠、脚本：小国英雄
河内山宗俊：山形勲
- 『無頼漢』(1970年、東宝）

監督:篠田正浩、脚本:寺山修司
河内山宗俊：丹波哲郎
テレビ
- 『天下堂々』（1973年10月5日 - 1974年9月27日、全46話、NHK）

脚本：早坂暁、演出：岡崎栄
河内山宗俊：高松英郎
- 『痛快! 河内山宗俊』（1975年10月6日 - 1976年3月29日、全26話、フジテレビ）

脚本：直居欽哉、演出：三隅研次
河内山宗俊：勝新太郎
- 『大江戸無頼 河内山宗俊』（1982年7月23日、単発、フジテレビ）

脚本：押川國秋、荒木芳久、演出：原田雄一
河内山宗俊：丹波哲郎
- 『天晴れ夜十郎』（1996年9月13日 - 1997年3月21日、全23話、NHK）

脚本：津川泉、原作：半村良『講談碑夜十郎』
河内山宗俊：石坂浩二